# Rote Jäger
 (juillet 2015).
Si vous disposez d'ouvrages ou d'articles de référence ou si vous connaissez des sites web de qualité traitant du thème abordé ici, merci de compléter l'article en donnant les références utiles à sa vérifiabilité et en les liant à la section « Notes et références ».
Les Rote Jäger (chasseurs rouges) est un club de football militaire allemand en activité pendant la Seconde Guerre mondiale (d'août 1943 à novembre 1944). L'équipe est créée par Hermann Graf, un as de la Luftwaffe. Basée près de Hambourg, l'unité devient un refuge pour certains joueurs de l'équipe d'Allemagne.  

## Les joueurs (1943-1945)
- Walter Bammes, attaquant au SpVgg Fürth ;
- Hermann Eppenhoff, attaquant au FC Schalke 04 ;
- Karl Flinner, gardien de but SV Wilhelmshaven ;
- Hermann Graf, gardien de but ;
- Gredel, milieu de terrain au Mannheim ;
- Friedrich Hack, milieu de terrain au TSV 1860 München ;
- Franz Hanreiter, attaquant Admira Wien ;
- Josef (Sepp) Herberger, entraîneur de l'équipe d'Allemagne de football ;
- Karlheinz Höger, gardien de but au Hamburger SV, SV Dessau 05 ;
- Werner Humpert, milieu de terrain au Sportfreunde Dresden ;
- Bruno Klaffke, milieu de terrain au Duisburger FV ;
- Siegfried "Friedel" Klagges, défenseur au Wattenscheid 09 ;
- Hermann Koch, défenseur au TSV Schwaben Augsburg ;
- Karl Köhler - gardien de but FC Hanau 93 ;
- Richard Leonhard, attaquant au SC Planitz ;
- Alfons Moog, milieu de terrain au VfL Köln 99 ;
- Wilhelm Thiele, gardien de but OrPo Chemnitz ;
- Fritz Walter, attaquant au 1. FC Kaiserslautern ;
- Walter Zwickhofer, défenseur au FC Schalke 04.